# تصلب بالو المركز
تصلب بالو المركز هو أحد الاشكال الرئيسية لمرض التصلب اللويحي.
تصلب بالو المركز يكون أحد الأمراض المرتبطة بازالة الطبقة التي توفر الحماية للخلايا العصبية كما في التصلب اللويحي، ولكن في هذا المرض تتم عملية الازالة ف الطبقات المتراكزة.اعتقد العلماء بأن استجابة المرض تكون مشابهة للتصلب اللويحي ماربج، ولكن في الوقت الحالي أدرك العلماء بأن المرضى بإمكانهم العيش أو عدم ظور اعراض والعودة للحياة بشكل طبيعي.
أيضاً يعتبر شائعاً أن العلاج يكون فعالاً، لكن سجلت حالات بعودها للمرض من جديد.العلاج ب بريدينسون حيث أكد مفعولة الجيد في تحسن فترة المرض.
وتشير الادلة والاستنتاجات إلى صعوبة تقبل إعطاء هذا العلاج بحيث انه يوجد عدة حالات تم الشفاء منها بدون استخدام العلاج سواءً كان المريض يستخدم علاج الستيرويد أو لا يستحدمة.

## فسيولوجية المرض
اثار تصلب بالو تعتبر النوع الثالث من اثار التصلب اللويحي.
وفقاً لفحوصات الدكتور ليوشنيت، في مرض تصلب بالو المركز، الحلقات يمكن ان تكون بسبب نقص الاوكسجين (مشابهه للسبب عبر الفيروسات أو السموم) في الورم أو الاثر، وهو الذي يتم عبر فرز بروتينات الضغط في نفس المنطقة هذا الإفراز وعكس هذه الإفرازات تكون حلقات للانسجة داخل الاثر أو الورم والحلقات للانسجة المتضررة تسفز بروتينات الجماية للضغط.
في النهاية، هذا الاثر أو الورم يسبب صورة متطابقة متطورة. عند بعض المرضى، المرض يبدى بالاختفاء والمريض يتعافى,هذه الطريقة لم يتم تحديدها حتى الآن.
حالياً، النموذج الحسابي لتصلب المركز تم تقديمه. المؤلفون راجعوا النظريات المرضية السابقة، وناقشوا الرابط بين التصلب المركز ونظرية ليسيجانج للترسيب الدوري وافترضوا طريقة جديدة تعتمد على نفس التنظيم.

## الانتشار
هذا المرض يكون أكثر شيوعاً في الصين والفلبين وبعد ذلك في القوقازيين.